# Ušača
L'Ušača (in bielorusso Уша́ча?) è un fiume della Bielorussia, affluente di sinistra della Dvina occidentale. Scorre nei distretti Dokšycy, Ušačy e Polack della regione di Vicebsk.

## Descrizione
Ha origine nella riserva della biosfera Bjarėzinski (Бярэзінскі біясферны запаведнік). La sorgente dell'Ušača si trova sullo spartiacque del Mar Nero e del Mar Baltico; a soli 5 km dalla sorgente scorre la Beresina. Il fiume scorre prevalentemente in direzione settentrionale attraversando molti laghi. Sfocia nella Dvina occidentale vicino alla città di Navapolack. La lunghezza del fiume è di 118 km, l'area del bacino idrografico è di 1 150 km². La portata media annua dell'acqua alla foce è di 8 m³/s. Il letto del fiume è tortuoso. Lungo il fiume si trova l'insediamento urbano di Ušačy.

## Fauna
Il fiume è abitato, tra l'altro, da: luccio, rutilo, ido, leucisco, pesce persico, scardola europea, bottatrice, acerina. È stato notato un uccello raro per la Bielorussia: il martin pescatore comune. Ci sono insediamenti di castori.